# Resona Holdings
Resona Holdings, Inc. est une banque japonaise issue en 2003 de la fusion de Daiwa Bank et de Asahi Bank. Elle fait partie de l'indice TOPIX 100.

## Historique
Resona a été créée sous le nom de Osaka Nomura Bank en 1918. Cette entité a servi de branche financière d'un groupe fondé par Tokushichi Nomura. Ses activités de courtage en valeurs mobilières se sont séparées en 1925 pour former Nomura Securities Co. (NSC), devenue Nomura Holdings. L'activité bancaire a été rebaptisée The Daiwa Bank en 1948, après la Seconde Guerre mondiale. Elle a été l'une des seules grandes banques à offrir des services bancaires et fiduciaires dans l'après-guerre. Le groupe Resona a été formé, en décembre 2001, par la fusion des banques Daiwa et Asahi et de deux autres banques régionales. À l'époque, les analystes avaient émis des doutes sur la pérennité de l'ensemble issu de cette fusion. Et dès 2003, Le gouvernement japonais a été amené à injecter 2 000 milliards de yens dans l'établissement financier, devenu le cinquième établissement financier du pays.
En février 2017, SMFG annonce la fusion de ses activités de banque régionale avec Resona Holdings.

## Condamnation
En 1995, la banque est condamnée à une amende de 340 millions de dollars après avoir plaidé coupable de 16 infractions criminelles. Elle est reconnue coupable de fraude en bande organisée de dissimulation de crime, de falsifications de ses comptes, de faux et usage de faux et d'obstruction à un audit bancaire.